# Oswaldo Estéfano Escobar Aguilar
Oswaldo Estéfano Escobar Aguilar OCD (* 20. Mai 1968 in Chiapas, Departamento Chalatenango, El Salvador) ist ein salvadorianischer Ordensgeistlicher und römisch-katholischer Bischof von Chalatenango.

## Leben
Oswaldo Estéfano Escobar Aguila trat nach dem Schulbesuch der Ordensgemeinschaft der Unbeschuhten Karmeliten in Guatemala bei und legte im Dezember 1995 die Profess ab. Er empfing am 19. März 1996 die Priesterweihe.
Papst Franziskus ernannte ihn am 14. Juli 2016 zum Bischof von Chalatenango. Die Bischofsweihe spendete ihm sein Amtsvorgänger Luis Morao Andreazza OFM am 1. Oktober desselben Jahres. Mitkonsekratoren waren der Apostolische Nuntius in El Salvador, Erzbischof Léon Kalenga Badikebele, und Silvio José Báez Ortega OCD, Weihbischof in Managua.